# Бернштейн, Рудольф
Рудольф Бернштейн (нем. Rudolf Bernstein; 29 февраля 1896, Берлин — 6 октября 1977, Восточный Берлин) — немецкий коммунист, деятель Коминтерна, кинематографист.

## Биография
Рудольф Бернштейн учился в еврейской школе для мальчиков в Берлине, в 1906—1912 годах посещал гимназию, затем получил торговое образование. В 1915 году был призван на восточный фронт, в октябре 1918 года дезертировал, участвовал в братании с русскими солдатами.
В начале 1919 года вступил в Союз Спартака и Независимую социал-демократическую партию Германии, впоследствии в 1920 году — в Коммунистическую партию Германии. Был женат на Марте Бернштейн, сестре-близнеце антифашистки Эльзы Имме. Дочь Ханна Подымахина родилась в 1924 году.
В 1925 году Бернштейн перешёл на партийную работу, руководил различными партийными организациями, в 1933 году работал в правлении КПГ в Доме Карла Либкнехта секретарём отдела. Являлся депутатом окружного собрания от КПГ в Берлине.
После поджога Рейхстага в 1933 году Бернштейн был арестован и без суда и следствия содержался в заключении в полицейской тюрьме на Александерплац, тюрьме Шпандау и концентрационном лагере Зонненбург. Привлекался в качестве свидетеля на процессе против Георгия Димитрова. В 1934 году Бернштейну с семьёй удалось бежать в СССР, где он работал в Коминтерне.
В 1943 году Рудольф Бернштейн получил звание капитана РККА, в 1945 году был назначен редактором «Австрийской газеты» (Österreichische Zeitung) в Вене. В 1947 году вернулся в Берлин и был назначен начальником отдела в ЦК СЕПГ.
В 1950 году Бернштейн выступил директором с немецкой стороны совместной с СССР кинопрокатной компании Progress Film-Verleih. 1 октября 1955 года был назначен первым директором Государственного киноархива ГДР и занимал эту должность до апреля 1958 года.
Похоронен на Центральном кладбище Фридрихсфельде.

## Сочинения
- Folterhölle Sonnenburg. Tatsachen- und Augenzeugenbericht eines ehemaligen Schutzhäftlings. Verlag der Internationalen Roten Hilfe Zürich / Paris 1934